# CD Niassa
Clube Desportivo de Niassa, besser bekannt als CD Niassa, ist ein mosambikanischer Fußballverein mit Sitz in der Stadt Niassa.

## Geschichte
Der Verein wurde im Jahr 2012 gegründet. 2016 gelang es CD Niassa, in die erstklassige Moçambola aufzusteigen. Allerdings konnte der Verein in der höchsten Spielklasse nicht bestehen und stieg nach nur einer Saison als Tabellenletzter mit 16 Punkten wieder ab. In der ewigen Tabelle der Mocambola seit 2014 gilt CD Niassa als der schlechteste Verein, der in dieser Zeit an der höchsten mosambikanischen Liga teilgenommen hat. Derzeit spielt der Verein im Amateurfußball.

## Erfolge
- Mosambikanischer Zweitligameister: 2015